# Robert de Melun (mort en 1167)
Pour les articles homonymes, voir Robert de Melun.
Robert de Melun (mort en 1167) est un théologien scolastique chrétien né en Angleterre mais qui a travaillé en France. Il a également été évêque de Hereford.

## Biographie
Robert de Melun naquit vers 1095. Il est d'origine anglaise. Il suivit les cours d'Abélard et de Hugues de Saint-Victor puis commença à enseigner en 1137, comme successeur de Pierre Abélard à l'école (scola artium) du Mont Sainte-Geneviève. Jean de Salisbury et Guillaume de Tyr comptèrent à cette époque parmi ses élèves. En 1142 il se rendit à Melun pour y diriger une école. Il prit part à la condamnation de Gilbert de La Porrée lors du synode de Reims en 1148. Vers 1150, il revint à Paris, enseigner à l'abbaye de Saint-Victor. En 1160, Henri II le rappela en Angleterre, où il le fit évêque de Hereford en 1163. Il fut consacré le 22 décembre 1163 à Canterbury par l'archevêque Thomas Becket. Lors du conflit entre Thomas Becket et Henri II, il prit le parti de l'archevêque contre le roi. Il mourut le 27 février 1167.

## Théologie
Sa théologie est exposée dans ses Quæstiones de divina pagina (Questions sur la sainte Écriture), Quæstiones de epistolis Pauli (Questions sur les épîtres de saint Paul), et ses Sententiæ (en deux versions, l'une longue, l'autre abrégée), qu'il n'acheva pas. Il était strictement trinitaire et s'opposait à saint Bernard. Il faisait valoir que chaque personne de la Trinité a un aspect particulier, mais qu'il n'existe pas de qualité présente dans l'une qui soit refusée aux autres. Ainsi, le Père a le pouvoir, le Fils la sagesse et le Saint-Esprit la bonté comme qualités particulières, mais chacun possède tout dans une essence commune.
Il privilégie la raison sur l'autorité.
Il figure parmi ceux qui ont créé la méthode des Quæstiones.

## Philosophie
Robert de Melun est un "réiste", proche des noministes (comme Pierre Abélard). Il voit dans le discours une intention plus qu'une réification. Ses disciples écrivirent un Ars meliduna (Art de Melun), qui eut une grande influence. Les Menuniens affirment que l'institution des voix n'a pas été faite pour signifier mais seulement pour appeler.

## Sources
- (en) Cet article est partiellement ou en totalité issu de l’article de Wikipédia en anglais intitulé « Robert of Melun » (voir la liste des auteurs).

### Œuvres
- édition des œuvres, en latin : R. M. Martin et R. M. Gallet (éd.), Œuvres de Robert de Melun, Louvain, Peeters, 1932-1952, t. I : De divina pagina (1143-1147), t. II : De epistolis, t. III : Sententiæ (1155-1160).
- Sententiæ (1155-1160), trad. partielle par D. Poirel, in J.-C. Bardout et O. Boulois (dir.), Sur la science divine, PUF, 2002, p. 117-129.
- Ars meliduna (L'art de Melun, entre 1154 et 1180 : œuvre de l'école de Robert de Melun), éd. partielle L. M. De Rijk, Logica modernorum, Assen (Pays-Bas), Van Gorcum, t. II, partie 1, 1967, p. 291-390.

### Études sur Robert de Melun
- R. M. Martin, "L'œuvre théologique de Robert de Melun", Revue d'histoire ecclésiastique, XV (1920), p. 456-489.
- David Knowles, The Evolution of Medieval Thought, London:Longmans, 1962.
- (en) Fryde, E. B. et Greenway, D. E.; Porter, S.; Roy, I., Handbook of British Chronology, Cambridge, Cambridge University Press, 1996, Troisième édition revue éd., 605 p. (ISBN 978-0-521-56350-5, LCCN 96140714, lire en ligne)
- Encyclopédie philosophique universelle, Les œuvres philosophiques, PUF, vol. I, 1992, p. 808-810.